# Partido de União Democrática

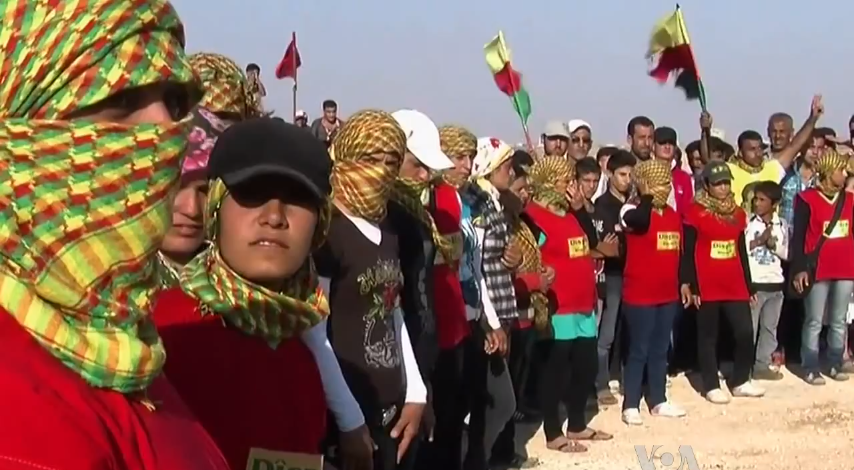
Manifestantes curdos em Afrin, Síria.

O Partido de União Democrática (em curdo:  Partiya Yekîtiya Demokrat, PYD; em árabe: حزب الاتحاد الديمقراطي, Ḥizb Al-Ittiḥad Al-Dimuqraṭiy) é um partido formado por curdos sírios estabelecido em 2003 por nacionalistas da causa Curda na região norte da Síria. Este partido é afiliado ao Partido dos Trabalhadores do Curdistão (PKK), que é considerado uma organização terrorista pela Turquia, pelos Estados Unidos, pela União Europeia e pela OTAN.
Durante a guerra civil na Síria, as milícias do partido assumiram parte nos combates que tomaram conta do país. Inicialmente, lutaram abertamente ao lado das forças da oposição síria, no que servia seus próprios propósitos por independência do Curdistão. Porém, em alguns momentos, milicianos curdos chegaram a trocar tiros e até travar intensas batalhas contra combatentes rebeldes da oposição, em especial contra militantes islâmicos.